# الشمرة
الشمرة هي بلدية ودائرة في ولاية باتنة بالجزائر.